# LiveDevil
「liveDevil」（リブデビル）は、Da-iCE feat.木村昴の楽曲。2021年12月22日にavex traxからDa-iCEの23枚目のシングルとして発売された。

## 概要
- 前作『Kartell』から約4か月振りのリリース[注 1]。
- 表題曲「liveDevil」は、テレビ朝日系ドラマ『仮面ライダーリバイス』の主題歌である[1]。
  - 同ドラマに出演している声優の木村昴が、フィーチャリングボーカルとして参加している[1]。
  - 2021年9月5日に同曲のTVサイズバージョンが先行配信され[3]、同年12月22日にCDシングルとして発売された[2]。
- カップリング「Promise」は、東映配給映画『仮面ライダー ビヨンド・ジェネレーションズ』の主題歌である[4]。2021年12月17日に配信シングルとしてリリースされていた。楽曲について花村は、子供の頃から夢だった仮面ライダーになれなかったものの音楽で支えることが出来たらと強い気持ちで書いたことをXで明かしている[5][6]。
- CD+DVD盤の特典DVDには、表題曲「liveDevil」のミュージックビデオを収録[2]。
- CD+玩具盤には、木村による録り下ろしボイス入りの「DXレックスバイスタンプ 主題歌Ver.」を付属[2]。

## 収録曲

### CD

#### 通常盤・CD+玩具盤
※は通常盤のみ収録。
1. liveDevil / Da-iCE feat.木村昴
作詞：藤林聖子
作曲：MUSOH, STEVEN LEE, SLIPKID, 花村想太
編曲：STEVEN LEE
Add Arrangement：Hiroyuki Fujino
  - テレビ朝日系ドラマ『仮面ライダーリバイス』主題歌[1]
  - フィーチャリングボーカルとして、声優の木村昴が参加している[1]。
2. Promise
作詞：花村想太, MEG.ME
作曲：花村想太, Louis, 福田智樹, MEG.ME
編曲：CHOKKAKU
  - 東映配給映画『仮面ライダー ビヨンド・ジェネレーションズ』主題歌[4]
3. liveDevil（TV size）
4. liveDevil（Instrumental）※
5. Promise（Instrumental）※

#### CD+DVD盤
1. liveDevil / DaｰiCE feat.木村昴
2. Promise
3. liveDevil（KARAOKE with YUDAI）
4. liveDevil（KARAOKE with SOTA）
5. liveDevil（KARAOKE with SUBARU KIMURA）
6. Promise（KARAOKE with YUDAI）
7. Promise（KARAOKE with SOTA）

### DVD（CD+DVD盤）
1. 「liveDevil」Music Video